# Collegio uninominale Lazio - 07
Il collegio elettorale uninominale Lazio - 07 è stato un collegio elettorale uninominale della Repubblica Italiana per l'elezione del Senato tra il 2017 ed il 2022.

## Territorio
Come previsto dalla legge elettorale italiana del 2017, il collegio era stato definito tramite decreto legislativo all'interno della circoscrizione Lazio.
Era formato dal territorio di tutta la provincia di Frosinone.
Il collegio era parte del collegio plurinominale Lazio - 03.

## Eletti
| Elezione | Elezione | Senatore           | Partito           |
| -------- | -------- | ------------------ | ----------------- |
|          | 2018     | Massimo Ruspandini | Fratelli d'Italia |

## Dati elettorali

### XVIII legislatura
Come previsto dalla legge elettorale, 116 senatori erano eletti con sistema a maggioranza relativa in altrettanti collegi uninominali a turno unico.
| Candidati              | Candidati                    | Voti    | %     | Liste                                | Voti    | %     |
| ---------------------- | ---------------------------- | ------- | ----- | ------------------------------------ | ------- | ----- |
|                        | Massimo Ruspandini ✔️ Eletto | 104 038 | 40,13 | Forza Italia                         | 49 057  | 18,92 |
| Lega                   | Massimo Ruspandini ✔️ Eletto | 104 038 | 40,13 | 39 862                               | 15,38   |       |
| Fratelli d'Italia      | Massimo Ruspandini ✔️ Eletto | 104 038 | 40,13 | 12 532                               | 4,83    |       |
| Noi con l'Italia - UDC | Massimo Ruspandini ✔️ Eletto | 104 038 | 40,13 | 2 587                                | 1,00    |       |
|                        | Giuseppe Marrocco            | 94 974  | 36,63 | Movimento 5 Stelle                   | 94 974  | 36,63 |
|                        | Maria Spilabotte             | 43 513  | 16,78 | Partito Democratico                  | 37 322  | 14,40 |
| Italia Europa Insieme  | Maria Spilabotte             | 43 513  | 16,78 | 2 535                                | 0,98    |       |
| +Europa                | Maria Spilabotte             | 43 513  | 16,78 | 2 306                                | 0,89    |       |
| Civica Popolare        | Maria Spilabotte             | 43 513  | 16,78 | 1 350                                | 0,52    |       |
|                        | Danilo Salvucci              | 6 405   | 2,47  | Liberi e Uguali                      | 6 405   | 2,47  |
|                        | Linda Zaratti                | 2 922   | 1,13  | CasaPound                            | 2 922   | 1,13  |
|                        | Guglielmo Maddè              | 2 038   | 0,79  | Potere al Popolo!                    | 2 038   | 0,79  |
|                        | Antonella Sperati            | 1 497   | 0,58  | Italia agli Italiani                 | 1 497   | 0,58  |
|                        | Gerardo Ferri                | 1 332   | 0,51  | Partito Comunista                    | 1 332   | 0,51  |
|                        | Francesca La Verga           | 892     | 0,34  | Il Popolo della Famiglia             | 892     | 0,34  |
|                        | Carmela Omero                | 585     | 0,23  | Democrazia Cristiana                 | 585     | 0,23  |
|                        | Francesco Sinisi             | 496     | 0,19  | PRI - ALA                            | 496     | 0,19  |
|                        | Luigi Sorge                  | 374     | 0,14  | Per una Sinistra Rivoluzionaria      | 374     | 0,14  |
|                        | Anna D'Angelo                | 185     | 0,07  | Lista del Popolo per la Costituzione | 185     | 0,07  |
| Totale                 | Totale                       | 259 251 | 100   |                                      | 259 251 | 100   |
|                        |                              |         |       |                                      |         |       |
| Voti non validi        | Voti non validi              | 14 613  | 5,34  |                                      |         |       |
| Votanti                | Votanti                      | 273 864 | 75,20 |                                      |         |       |
| Elettori               | Elettori                     | 364 198 |       |                                      |         |       |